# Ivar Sundvik
Karl Ivar Sundvik, född 7 november 1909 i Sundborns församling i Kopparbergs län, död 3 januari 1986 i Brännkyrka församling i Stockholm, var en svensk journalist.

## Biografi
Ivar Sundvik var kontorist vid Stora Kopparbergs Bergslags AB 1926–1929 och studerade i Storbritannien 1930. Han var journalist vid Dala-Demokraten 1931–1945. Han var redaktionschef på Aftontidningen 1945–1952 och chefredaktör där 1952–1956. Åren 1957–1958 var han pressombudsman vid LKAB och 1959–1965 politisk redaktör vid Stockholms-Tidningen. Därefter var han pressekreterare i Statsrådsberedningen 1965–1969 och konsul i Mariehamn med generalkonsuls namn 1970–1975.
Han var även ordförande i Boklotteriet 1947–1956, ordförande i Publicistklubben 1960–1963, ordförande i Beredskapsnämnden för psykologiskt försvar 1965–1969 och ordförande i stiftelsen Litteraturfrämjandet 1972–1981.
Sundvik var son till riksdagsmannen Anders Sundvik och hans hustru Elin, född Borgström. Ivar Sundvik är gravsatt i minneslunden på Brännkyrka kyrkogård.